# Apicia humerata
Apicia humerata là một loài bướm đêm trong họ Geometridae.